# Liste der Baudenkmäler in Großkarolinenfeld
Auf dieser Seite sind die Baudenkmäler in der oberbayerischen Gemeinde Großkarolinenfeld zusammengestellt. Diese Tabelle ist eine Teilliste der Liste der Baudenkmäler in Bayern. Grundlage ist die Bayerische Denkmalliste, die auf Basis des Bayerischen Denkmalschutzgesetzes vom 1. Oktober 1973 erstmals erstellt wurde und seither durch das Bayerische Landesamt für Denkmalpflege geführt wird. Die folgenden Angaben ersetzen nicht die rechtsverbindliche Auskunft der Denkmalschutzbehörde.
 Die Liste gibt den Fortschreibungsstand vom 27. Juli 2016 wieder und umfasst acht Baudenkmäler.

## Einzeldenkmäler

### Großkarolinenfeld
| Lage                           | Objekt                                               | Beschreibung | Akten-Nr.             | Bild           |
| ------------------------------ | ---------------------------------------------------- | --- | --------------------- | -------------- |
| Karolinenplatz 1 (Standort)    | Evangelisch-lutherisches Pfarrhaus                   | Zweigeschossiger Krüppelwalmdachbau, 1805/07. | D-1-87-137-1 Wikidata | weitere Bilder |
| Nähe Karolinenplatz (Standort) | Evangelisch-lutherische Pfarrkirche, Karolinenkirche | Klassizistische Predigtkirche, Saalkirche mit Südturm, errichtet nach Plänen vom königlichen Baurat Gustav Vorherr, 1822; mit Ausstattung; davor vier klassizistische Steinpfeiler. | D-1-87-137-3 Wikidata | weitere Bilder |
| Nähe Karolinenplatz (Standort) | Ehemaliger Pfarrstadel                               | Massivbau mit Halbgeschoss, klassizistischem Dreiecksgiebel und Satteldach, um 1825.                                                                                                | D-1-87-137-2 Wikidata | weitere Bilder |

### Hilperting
| Lage                       | Objekt                                | Beschreibung | Akten-Nr.             | Bild           |
| -------------------------- | ------------------------------------- | --- | --------------------- | -------------- |
| Nähe Hilperting (Standort) | Katholische Filialkirche St. Leonhard | Saalbau mit eingezogenem Chor und nördlichem Sattelturm, Langhaus romanisch, Chor gotisch, Turm um 1500; mit Ausstattung. | D-1-87-137-6 Wikidata | weitere Bilder |

### Hub
| Lage             | Objekt     | Beschreibung | Akten-Nr.             | Bild           |
| ---------------- | ---------- | --- | --------------------- | -------------- |
| Hub 3 (Standort) | Bauernhaus | Zweigeschossiger Satteldachbau mit Blockbau-Wohnteil, 17. Jahrhundert, Bundwerk am Giebel und an der Traufseite, 18./19. Jahrhundert. | D-1-87-137-7 Wikidata | weitere Bilder |

### Mühlbach
| Lage                  | Objekt            | Beschreibung                                                                         | Akten-Nr.             | Bild           |
| --------------------- | ----------------- | ------------------------------------------------------------------------------------ | --------------------- | -------------- |
| Mühlbach 2 (Standort) | Kapellenbildstock | Gemauerter Pfeiler mit Putzgliederung und Bildnischen, erste Hälfte 19. Jahrhundert. | D-1-87-137-8 Wikidata | weitere Bilder |

### Tattenhausen
| Lage                      | Objekt                                | Beschreibung | Akten-Nr.             | Bild           |
| ------------------------- | ------------------------------------- | --- | --------------------- | -------------- |
| Hauptstraße 12 (Standort) | Katholische Pfarrkuratie Heilig Kreuz | Saalbau mit leicht eingezogenem Chor und nördlichem Tuffsteinquaderturm mit Satteldach, spätgotisch, im 18. Jahrhundert barockisiert; mit Ausstattung. | D-1-87-137-9 Wikidata | weitere Bilder |

### Thann
| Lage                | Objekt                             | Beschreibung | Akten-Nr.              | Bild           |
| ------------------- | ---------------------------------- | --- | ---------------------- | -------------- |
| In Thann (Standort) | Katholische Filialkirche Hl. Kreuz | Saalbau mit Dachreiter und Zwiebelturm, Chor ehemals das Langhaus der ersten Wallfahrtskapelle, Langhaus 1702, Weihe 1709; mit Ausstattung. | D-1-87-137-11 Wikidata | weitere Bilder |